# Qiu Lixing
Qiu Lixing (chiń. 邱力行) – chiński dyplomata. Ósmy ambasador Chińskiej Republiki Ludowej w Wietnamie. Pełnił tę funkcję w okresie od grudnia 1980 do sierpnia 1985.